# Noc żywego Freda
Noc żywego Freda (ang. Fred 2: Night of the Living Fred) – amerykański film komediowy z 2011 roku w reżyserii Johna Fortenberry'ego. Sequel filmu Fred: The Movie z 2010 roku. Film opowiada o przygodach Freda Figglehorna, fikcyjnego bohatera granego przez Lucasa Cruikshanka. Film miał swoją światową premierę 22 października 2011 roku na amerykańskim Nickelodeon, natomiast w Polsce odbyła się 31 października 2014 roku na antenie Nickelodeon Polska.

## Opis fabuły
Film opisuje kolejne przygody Freda. Fred stara się udowodnić, że jego nowy nauczyciel, pan Devlin, jest wampirem. Fred decyduje się przyjąć pomoc Berthy na znalezienie dowodów, że pan Devlin jest wampirem.

## Obsada
- Lucas Cruikshank jako Fred Figglehorn
- Seth Morris jako Mr. Jake Devlin
- Daniella Monet jako Bertha
- Jake Weary jako Kevin
- Stephanie Courtney jako mama Kevin
- Siobhan Fallon Hogan jako mama Freda
- Ariel Winter jako Talia
- John Cena jako tata Freda
- Carlos Knight jako Diesel

## Wersja polska
Wersja polska: na zleceni Nickelodeon Polska – Master Film

Reżyseria: Agata Gawrońska-Bauman

Wystąpili:
- Mateusz Rusin – Fred
- Piotr Deszkiewicz – Kevin
- Barbara Zielińska – pani Figglehorn
- Józef Pawłowski – Diesel
- Agnieszka Głowacka – Bertha
- Piotr Zelt – tata Freda
- Elżbieta Kijowska – pani Felson
- Zbigniew Suszyński – pan Deblin
- Natalia Jankiewicz – Talia
- Izabella Bukowska – mama Kevina
- Robert Jarociński
- Krzysztof Szczerbiński
- Anna Apostolakis
- Adam Bauman

i inni
Lektor: Dariusz Odija